# مرغيريتا ملكة إيطاليا
مارغريتا تيريزا ماريا جيوفانا (20 نوفمبر 1851 - 4 يناير 1926)، هي أول ملكة عقيلة لمملكة إيطاليا (1861-1946)؛ أثناء فترة حكم زوجها أومبيرتو الأول (1878-1900). كانت أميرة من العائلة الحاكمة المؤيدة للملك أومبيرتو الأول، وفي عام 1878 حصلت على لقب الملكة وأصبح لديها تأثير كبير على قرارات زوجها الملك أمبيرتو الأول وعلى الشعب مستغلة ظهورها بملابس مختارة بعناية وأسلوبها الودود لجذب الشعب. ويرى المؤرخ والصحفي أوجوبيرتو ألفاسيو جريمالدي بأنها أكثؤ شخصية سياسية مؤثرة بعد جوزيبي غاريبالدي وبينيتو موسوليني"كانت لديهم  شعبية في الطبقات الاجتماعية  العليا والدنيا". تؤمن بالمذهب الكاثوليكي وكانت مرتبطة بأل سافوى وكانت معارضة للأفكار الجديدة مؤيدة للقومية و الإمبريالية. كانت تحرض على قمع المظاهرات الشعبية مثل ما حدث في ""أعمال شغب ميلانو""، ولم يؤثر ذلك على صورتها. حرصت على المنتديات الثقافية الأسبوعية في البلاط الملكي، وكسبت إعجاب الشعراء و المثقفين. والحفلات الراقصة كانت تخفي هدف دبلوماسي: الحفاظ على العلاقة مع الأرستقراطية السوداء التي ظلت مخلصة للكنيسة  و البابا بعد الاستيلاء على روما. أشاد بها العديد من الشعراء_ مثل قصيدة كاردوتشي التي ألفها الشاعر بعد زيارة الملكة لبلونيا1878_  حتى بهد نفى زوجها و أصبحت الملكة الأم.

## العائلة
هي ابنة الأمير فرديناند، دوق جنوة (1822-1855) والأميرة اليزابيث ساكسونيا. وجديها من ناحية الأب هما تشارلز ألبرت سردينيا وماريا تريزا من النمسا (1801-1855). أما جديها من ناحية الأم فهما الملك جون سكسونيا والأميرة أملي أوغست (أميرة بافاريا)

## الزواج والأطفال
تزوجت من ابن عمها اومبرتو، أمير بيدمونت في 21 أبريل 1868. في 11 نوفمبر 1869 ، انجبت فيكتور عمانوئيل ، أمير نابولي ، والذي أصبح فيما بعد فيكتور عمانويل الثالث من إيطاليا. وكان هو الطفل الوحيد لهما.

## الملكة العقيلة
في 9 يناير 1878 ، تم تتويج اومبرتو كملك إيطاليا الجديد. وبذلك أصبحت مارغاريتا الملكة العقيلة، وظلت إلى جانبه لبقية فترة حكمه حتى تم اغتياله بواسطة [غايتانو Bresci] في 29 تموز 1900.
شجعت مارغريتا الفنانين والكتاب وأسست المؤسسات الثقافية، ولا سيما رباعية المجتمع ودار دانتي. كما أنها كانت تساعد العديد من المؤسسات الخيرية، وخاصة الصليب الأحمر.
في عام 1889 ، حدثت لها الحادثة الشهيرة حينما قام رفائيل إسبوزيتو بصنع بيتزا بالطماطم الحمراء وجبنة الموتزاريلا البيضاء والريحان الأخضر تمثيلاً لألوان العلم الإيطالي وتسميتها باسم الملكة (الذي يعني بالإيطالية أحد أنواع الزهور) حين قيامها بزيارة نابولي في ذلك العام. في عام 1906 قام ابن شقيق والدة الملكة لويجي اميديو ، دوق لأبروتسو بالصعود لأول مرة إلى أعلى قمة ستانلي جبل (ثالث أعلى جبل في أفريقيا) وأطلق عليها اسم قمة مارغريتا تيمناً باسم الملكة.
في 18 أغسطس 1893، قامت الملكة مارغاريتا، بصحبة عدد من السياسيين والأرستقراطيين والمساعدين، بالصعود إلى بونتا جينفيتي، قمة جبل مونتي روسا الشاهق على الحدود الإيطالية السويسرية، وذلك لافتتاح الكوخ الجبلي المسمى باسمها والذي لا يزال محتفظاً بكونه أعلى كوخ جبلي على ارتفاع 4554 متر.
سياسيا كانت تميل نحو الفاشية. في أكتوبر 1922 قامت مجموعة كوادرومفير (إميليو دي بونو ، إيتالو بالبو ، ميشيل بيانكي وسيزار ماريا دي Vecchi) بزيارتها في بورديغيرا بورديغيرا لتقديم تعازيهم وذلك قبل مسيرة روما.

## المسميات والألقاب
- 20 نوفمبر 1851–21 أبريل 1868  صاحبة السمو الملكي الأميرة مارغريتا من سافوا
- 21 أبريل 1868–9 يناير 1878  صاحبة السمو الملكي الأميرة لبيدمونت
- 9 يناير 1878–29 يوليو 1900  صاحبة الجلالة الملكة من إيطاليا
- 29 يوليو 1900–4 يناير 1926  صاحبة الجلالة الملكة الأم

## روابط خارجية
- مرغيريتا ملكة إيطاليا على موقع IMDb (الإنجليزية)